# オメルタ 〜沈黙の掟〜
『オメルタ 〜沈黙の掟〜』（オメルタ ちんもくのおきて）は、花梨エンターテイメントの姉妹ブランド花梨シャノアールΩより2011年4月22日に発売されたボーイズラブ系アダルトゲーム。同ブランドの第一作目。
ファンディスク『オメルタ CODE:TYCOON』が2013年12月27日に発売された。
PlayStation Portable版『オメルタ 〜沈黙の掟〜 THE LEGACY』が2014年11月20日に発売された。

## 概要
主な特徴として、選択肢に制限時間タイマーが付いており、選択しなくてもタイムがゼロになると強制的に決められた選択肢に進む。選択肢によってはあえてタイムアップを選ぶことで進むルートもある。初回版では選択肢でセーブができないが、通常版では選択肢でのセーブが可能になった。
インストールしなくてもDVD-ROMから直接ゲームを読み込むDVD起動でプレイできる。

## ストーリー
近未来の日本。局地的な電磁波テロで荒廃し、移民受け入れ政策により海外マフィアが進出し混沌としていた。犯罪と歓楽に満ちた移民街と化した東京湾岸『龍宮』で、一匹狼の殺し屋JJは対立するマフィアの抗争に巻き込まれる。

## 構成
中立ルート
JJは組織に属さないフリーの殺し屋として活動。ドラゴンヘッドに入った（または拉致された）梓を救出するのがメイン。
橘・藤堂・梓を攻略できる。
キングシーザールート
組織と縁のある藤堂の口利きでキングシーザーに入団。霧生にスパイではないかと疑われるが、ファミリーには受け入れられる。やがてドラゴンヘッドとの抗争が勃発する。
霧生・瑠夏を攻略できる。
ドラゴンヘッドルート
梓を人質に取られ、脅される形でドラゴンヘッドへ入団。やがて宇賀神のある目的のために行動することになり、最終的に劉との死闘が待っている。
宇賀神・劉を攻略できる。

## 登場人物

### メインキャラクター
JJ（ジェー ジェー）
声 - 城ヶ崎仁
二つ名：死神<デスサイズ>
誕生日：3月1日。身長：175cm。血液型：B型。
使用銃：ベレッタM92F、M16A2ライフル（狙撃用）
本作の主人公。カーキ色のコートに紫のストールを着用し、9mmパラベラム弾のペンダントを着けている。狙った標的に確実に死をもたらすことから、死神の異名を持つ殺し屋(狙撃手)。無口で無愛想だが、人の良いところもある。
少年時代に東南アジア旅行の際に巻き込まれた飛行機事故で両親を亡くし、現地のゲリラの中で育つ。あまりに過酷な日々だったため、本名すら忘れてしまった。JJという呼び名はJap.Jrと呼ばれていたことから。
唯一失敗した仕事の現場にいた梓にかつての自分を見出し、殺せずに行動を共にすることになる。
遠野 梓（とおの あずさ）
声 - 金田亮
二つ名：鮮血の針<アイスピック>
誕生日：7月12日。身長：167cm。血液型：A型。
使用銃：デリンジャー、FN ブローニングM1910
大き目のコートに膝丈までのズボン、長めのブーツを履いている。頭髪の一部が猫の耳のように跳ねている。資産家だった両親が殺された現場にいたJJを仇と信じ、復讐しようと行動を共にするが果たせずにいる。JJに連れ出されてからは攻撃的でひねくれた性格になるが、本来は素直で心優しい少年。
橘 陽司（たちばな ようじ）
声 - 藍斗勇輝
二つ名：浪花のマシンガン
誕生日：5月27日。身長：185cm。血液型：O型。
使用銃：スコーピオン、ワルサーP38
無精髭にサングラス、金髪でヒョウ柄のインナーを着用した関西出身のフリーの殺し屋。陽気で神出鬼没。JJに憧れ、興味を持つ自称ライバル。関西の組織に所属していたが、ある事件をきっかけに組織を脱退した。過去に藤堂に世話になったことがある。
藤堂 庄一郎（とうどう しょういちろう）
声 - 星乃煌児
二つ名：教授<プロフェッサー>
誕生日：4月21日。身長：179cm。血液型：AB型。
使用銃：H&K MP5
月島にある「エピローグ・バー」のマスター。落ち着いた雰囲気の中年男性だが、その正体は情報屋兼武器商人。裏社会の人間には一目置かれている。
かつてNPO活動をしており、ゲリラの部隊にいたJJを救い出した。JJの一番古い知人であり、幼かったJJを引き取ろうとしたことがある。彼のバーは唯一JJが安らげる場所。
霧生 礼司（きりゅう れいじ）
声 - 大石けいぞう
二つ名：地獄の猟犬<デスハウンド>
誕生日：10月13日。身長：178cm。血液型：A型。
使用銃：スタームルガー レッドホーク
キングシーザーの若き幹部。栗色の短髪の青年で、恩義に篤く義理を重んじる性格故に、どこにも所属せず気ままに生きるJJを理解できず衝突することがある。過去にボスの瑠夏に命を救われてからファミリーに入り、以来彼に忠誠を誓っている。銃の腕前はファミリー随一。
瑠夏・ベリーニ（るか ベリーニ）
声 - 平井達矢
二つ名：眠れる獅子<ナンナレオーネ>
誕生日：8月23日。身長：192cm。血液型：B型。
使用銃：ベレッタM93R
キングシーザーのボス。金髪碧眼の美丈夫で口元に大きな八重歯がある。父はイタリア人の先代ボス、母は日本人女性。一見隙だらけに見えるがかなりの切れ者。望んでボスの座についたわけではないが、ファミリーの人間のことを非常に大事にしている。おおらかな性格で皆に慕われている。
宇賀神 剣（うがじん けん）
声 - 紀之
二つ名：氷の処刑台<ノークライ・キラー>
誕生日：9月20日。身長：172cm。血液型：A型。
使用銃：スタームルガーMkI
ドラゴンヘッド最高幹部。チェーン付きの赤い眼鏡をかけており、左の目元に黒子がある。弁護士資格を持ち、組織内では首領の劉漸に次ぐ地位にある。あまり表に出ない劉に代わって部下達に劉の言葉を伝える。神経質で潔癖症。常に白い手袋をはめ、ハンカチを持ち歩いている。
劉 漸（りゅう ぜん）
声 - 青島刃
二つ名：虐殺の帝王<キング・ジェノサイド>
誕生日：3月28日。身長：不明。血液型：AB型。
使用銃：デザートイーグル
ドラゴンヘッドの首領。中国人。白いスーツに身を包み、長い髪を束ねている。移民ビジネスで巨大な富を築いた。不死身と恐れられ、幹部の前にさえ滅多に姿を現さない。

### キングシーザー
赤坂を拠点とするシチリア系マフィア。日本に進出した海外マフィアの中では最大勢力で、瑠夏の元でファミリーとして強固な団結力を持つ。マフィアだが麻薬ビジネスなどには手を出さず、またそういった輩は容赦なく一掃するなど、日本を守ろうとする平和的な面と非情な面を合わせ持つ。表向きには食品輸入会社メーラグロッソを経営。
瑠夏・ベリーニ
キングシーザーのボス。
霧生 礼司
キングシーザー幹部。
石松 陣（いしまつ じん）
声 - 笹木一馬
誕生日：8月31日。身長：186cm。血液型：O型。
使用銃：ハードボーラー
キングシーザー幹部。ファミリーの兄貴分的存在。
パオロ･ピアノ
声 - 宮元登
誕生日：6月21日。身長：172cm。血液型：AB型。
使用銃：シグザウアーP226
キングシーザー幹部。先代の秘蔵っ子で、ファミリーの知性派。
フランコ･マリーノ
声 - 三房幕雄
キングシーザー幹部。陽気で血の気が多い。日本語はカタコト。
豪沢 瀧
声 - 童貞桜
霧生の部下。短髪で頭髪の一部を刈り上げている。
不渡 賛
声 - 遥野光
霧生の部下。髭を生やしていて、やや長い髪を束ねている。
ルチアーノ・ベリーニ
声 - 蓮岳犬
先代ボスで瑠夏の父。シチリアに住んでいる。瑠夏とは確執があり疎遠。

### ドラゴンヘッド
大陸系マフィア。東京湾岸のビッグネストを拠点とし、龍宮と呼ばれるその周辺をシマとしている。構成員は大陸からの不法移民、流れ者、日本人犯罪者など裏社会でしか生きられない者が多く、家族として受け入れてくれた劉を父と崇めている。また構成員は入団の儀式前に、必ず身体のどこかに黒一色の龍の刺青を入れなければならない。
劉 漸
ドラゴンヘッド首領。
宇賀神 剣
ドラゴンヘッド最高幹部。
王 偉（うぉん うぇい）
声 - 関エイジ
誕生日：5月5日。身長：183cm。血液型：O型。
使用銃：イングラムM10
ドラゴンヘッド幹部。組織内の武闘派集団・紅棍（フォンカン）のリーダー。兄の友人である劉に憧れ、共に中国から渡ってきた。二振りの青竜刀で戦うのを得意とする肉体派。劉、宇賀神に次ぐナンバー3だが、宇賀神の下であることを内心面白く思っていない。生真面目で部下の面倒見はよい。
魚住 哲（うおずみ てつ）
声 - 白井圭
誕生日：2月20日。身長：171cm。血液型：O型。
使用銃：グロック26
ドラゴンヘッド幹部。多くの飲食店・風俗店を経営し、ドラゴンヘッドの経済を支えている。やや軽い性格で、ご機嫌取りが得意。宇賀神を上司として恐れつつも慕っており、気に入られようと必死。幹部だが劉に会ったことはない。
井田（いだ）
声 - ヒットマン眞吉
宇賀神の部下。
渡辺（わたなべ）
声 - 白井圭
宇賀神の部下。
王 遮（うぉん つぃいー）
声 - 桐野蒼
王偉の兄。劉や弟と共に中国から渡ってきた創設メンバーの一人。

### その他
密林の虎（みつりんのとら）
声 - あさぎ夕
誕生日：1月3日。血液型：B型。
東南アジアのゲリラ組織のリーダー。浅黒い肌の巨漢で目元に2本線のような傷がある。飛行機事故で唯一生き残ったJJを助け、殺しを仕込んだ。
鰐淵 雄大（わにぶち ゆうだい）
声 - 三房幕雄
絶大な権力を持つ国会議員。その影にはドラゴンヘッドが暗躍している。同組織が運営する会員制ホストクラブ、“クラブ・アルカトラズ”の常連。
アントニオ
声 - 遥野光
キングシーザーが出資したレストランのシェフ兼店長。瑠夏や幹部たちとは家族のように親しいが、ファミリーではない。
宇賀神 恭一（うがじん きょういち）
声 - 蓮岳犬
宇賀神の父。貿易会社を経営していたが、劉に全てを奪われ行方不明になっている。
小田切（おだぎり）
声 - 童貞桜
橘の元友人で彼に恨みを持ち命を狙う青年。
梓ルートでは龍宮のホスト・観月(みつき)として登場。
張（チャン）
声 - 古川雅志
龍宮の情報屋。白い長髪の老人。フリーの時のJJや橘が仕事を紹介してもらっている。
伊春（イチュン）
声 - 白井圭
龍宮の風俗店で働く娼婦。長い髪、豊満なボディの美女だが、実は男性。

## スタッフ
- プロデューサー - 風之宮そのえ
- 原画 - 立石涼
- 音楽 - IRUMA RIOKA/CELICA/神谷勇

オメルタ 〜沈黙の掟〜
- シナリオ - 菜摘かんな/青芝隣/ハイボリューム
- 主題歌「卑怯者のエレジー」

作詞：菜摘かんな、作曲/編曲：IRUMA RIOKA、歌：城ヶ崎仁
エンディング「沈ム孤島ノワ亞ル」
作詞：菜摘かんな、作曲/編曲：神谷勇、歌：城ヶ崎仁
オメルタ 〜沈黙の掟〜 THE LEGACY
- シナリオ - 菜摘かんな/雪薄/能田凛
- ディレクター - 菜摘かんな
- 主題歌「薄明のリロード」

作詞：雪薄、作曲：HIR、歌：城ヶ崎仁

## 関連商品

### 音楽CD
- オリジナルサウンドトラック「黄昏アンダルシア」
- オメルタ 〜沈黙の掟〜 ステージソングCD
  - vol.1 JJ(VO.城ヶ崎仁) 「衝動のサイレン」
  - vol.2 劉(VO.青島刃) 「ニライカナイは遠いか」
  - vol.3 梓(VO.金田亮) 「スラッジ・レイン」
  - vol.4 橘(VO.藍斗勇輝) 「退屈デイブレイカー」
  - vol.5 藤堂(VO.星乃煌児) 「ジョークの通じない君」
- マキシシングル「薄明のリロード」(VO.城ヶ崎仁)
- オメルタ ボーカルアルバム「残響エゴイズム」

### ドラマCD
- オメルタ 〜沈黙の掟〜 ドラマCD
  - Vol.1 霧生編 〜狂犬・霧生礼司の受難
  - Vol.2 瑠夏編 〜相棒は……ボス!?
  - Vol.3 橘編 〜キャンディー・ブラック・マーケット
  - Vol.4 宇賀神編 〜湾岸トワイライトワルツ
  - Vol.5 藤堂編 〜ミッドナイト・オーダー
  - Vol.6 劉編 〜報酬なき殺人
  - Vol.7 梓編 〜濡れ鼠と殺し屋

- オメルタ 〜沈黙の掟〜 特典ドラマCD(非売品)
  - 九龍湯へようこそ(初回版封入特典)
  - ホオズキの実の結ぶ頃(オフィシャル通販)
  - Sushi職人は誰だ(アニメイト)
  - 幹部の赤提灯(メッセサンオー)
  - 海水浴でGO!(中央書店コミコミスタジオ)
  - ボランティア活動(シーガル)

- オメルタ 〜沈黙の掟〜 THE LEGACY 特典ドラマCD(非売品)
  - 愚痴トークバー(初回版封入特典)
  - 新米警官 霧生礼司の捜査日誌(オフィシャル通販)
  - オメルタ放送局 〜沈黙ラジオ・ドラゴンサイド〜(アニメイト)
  - オメルタ放送局 〜沈黙ラジオ・シーザーサイド〜(ステラワース)
  - ダイレクト直販 密林の虎による通販番組？(アニメガ)

### 書籍
- 公式ビジュアルファンブック『シオン〜約束の地〜』(B's-LOG COLLECTION)
- オメルタ 〜沈黙の掟〜 ラフ画集 Vol.1
- オメルタ 〜沈黙の掟〜 ラフ画集 Vol.2(18禁)
- ビーボーイコミックス『オメルタ 〜胡蝶ノ夢ノ果テ〜』ISBN 978-4799710845

## その他

### イベント
- エピローグ・バーのクリスマス（2011年12月18日_文化学院）

出演：城ヶ崎仁、金田亮、藍斗勇輝、星乃煌児、青島刃、関エイジ
- ボーカルアルバム「残響エゴイズム」発売記念トーク&ライブイベント（2017年6月11日_池袋RED-Zone）

出演：城ヶ崎仁、大野剣、里仲予、源龍真、軍光一